# Twente '05
Twente'05 is een volleybalvereniging in Enschede, het is de grootste vereniging van Twente. Het eerste herenteam van de vereniging speelt in de Topdivisie, de dames spelen regiodivisie. De vereniging is ontstaan uit verschillende fusies tussen verenigingen in Enschede en Oldenzaal.

## Selectie Heren 1
| Naam               | Land      | Positie         |
| ------------------ | --------- | --------------- |
| Carlos Fidalgo     | POR       | Spelverdeler    |
| Mark Posthuma      | Nederland | Passer/Loper    |
| Bart Dost          | Nederland | Diagonaal       |
| Harmen Arendshorst | Nederland | Diagonaal       |
| Janis Freidenfelds | LAT       | Passer-loper    |
| Carwin Reid        | Nederland | Passer-loper    |
| Hans Korpershoek   | Nederland | Spelverdeler    |
| Martijn Sytsma     | Nederland | Middenaanvaller |
| Carlos Liborio     | POR       | Passer-loper    |
| Tom Slaghekke      | Nederland | Middenaanvaller |
| Steven Eertman     | Nederland | Middenaanvaller |
| Pim Heurman        | Nederland | Middenaanvaller |
| Mark Ebbinge       | Nederland | Libero          |

Coach: Brahim Abchir  Marokko